# Matthijs II Keldermans

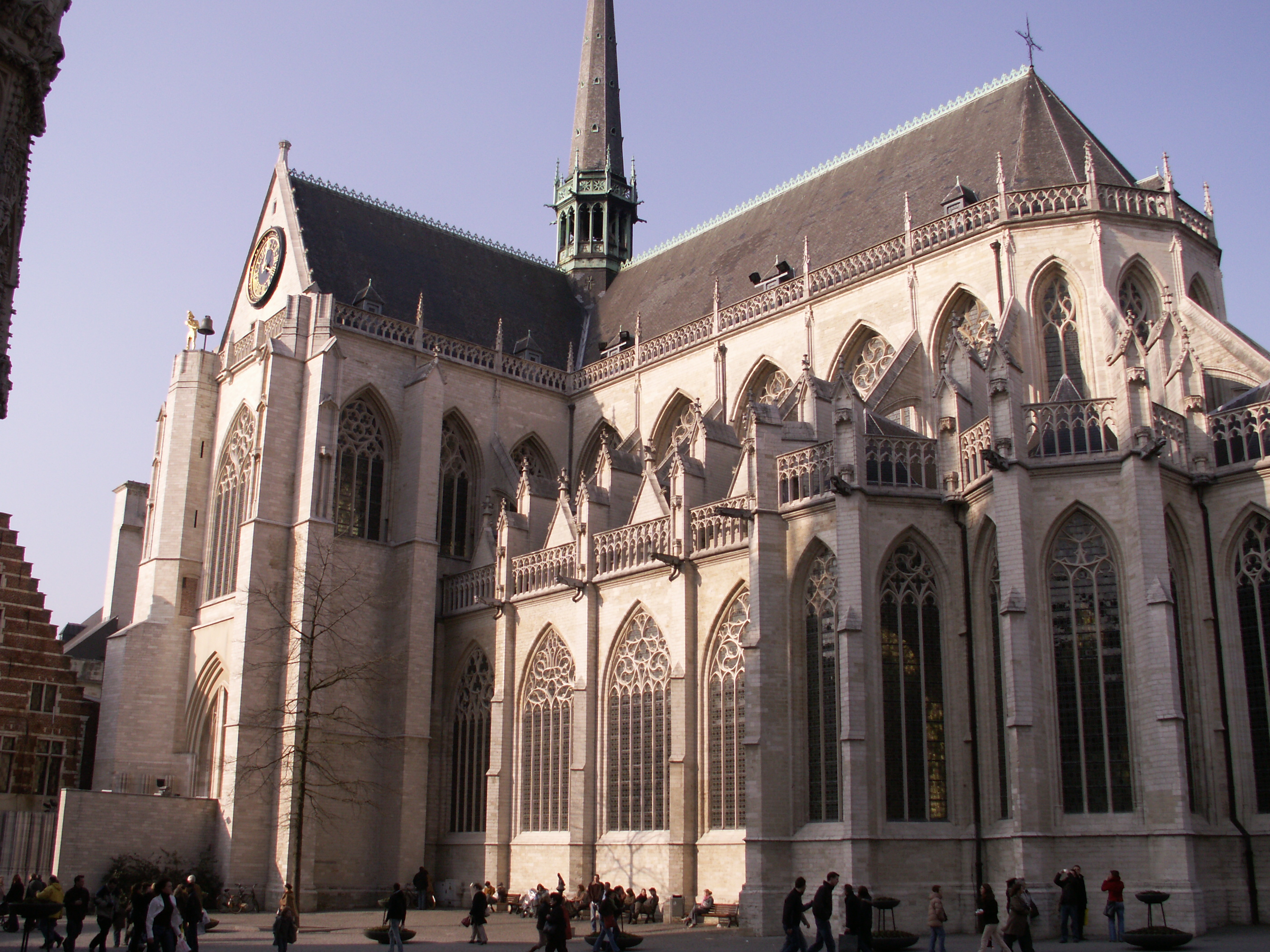
De Sint-Pieterskerk in Leuven waar Matthijs II een aantal jaren actief was.

Matthijs II Keldermans, ook Mathias II Keldermans (fl. 1478–1495) was een beeldhouwkunstenaar uit het Brabantse bouwmeestersgeslacht Keldermans. Hij was de zoon van Andries I Keldermans.
Vanaf 1478 trad hij in dienst bij de stad Mechelen en hij werd vooral in het noorden ingezet. Vanaf 1482 werkte aan het hoofdportaal van de Sint-Willibrordusbasiliek in Hulst en tussen 1485 en 1491 maakte hij de kooromgang in de Sint-Johannes-de-Doperkerk (Saint-Jean-Baptiste) in Broekburg.
Nadien werkte hij - onder leiding van zijn broer Antoon I Keldermans - aan het Markiezenhof in Bergen-op-Zoom en aan de Sint-Pieterskerk in Leuven.
Tijdens de laatste jaren van zijn carrière bouwde hij de beelden voor het Stadhuis van Middelburg (1495) en werkt hij - op vraag van zijn neef Rombout - aan de Onze-Lieve-Vrouwekathedraal in Antwerpen (ca. 1490).

## Lijst van bouwwerken (selectie)
- Hoofdportaal van de Sint-Willibrordusbasiliek in Hulst (1482-1484)
- Markiezenhof in Bergen-op-Zoom
- Sint-Pieterskerk in Leuven
- Steengewelf van de zuiderportaal van de Grote of St.-Bavokerk in Haarlem
- De beelden van stadhuis van Middelburg (1495)
- Onze-Lieve-Vrouwekathedraal in Antwerpen (1487-1497)

- Biografisch Portaal: 24117165
- Union List of Artist Names: 500121897
- Virtual International Authority File: 96580397